# Tanaquil

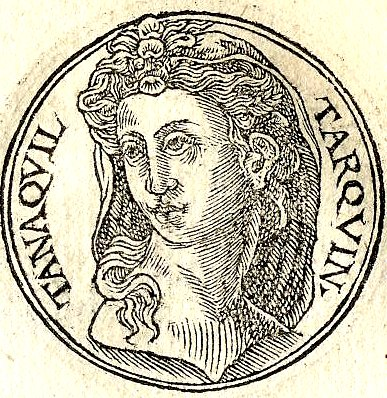
Tanaquil

Tanaquil, död efter 578 f.Kr., var en romersk drottning, gift med Tarquinius Priscus, den femte romerske kungen i Kungariket Rom.
Hon härstammade från en känd etruskisk familj i Tarquinii. Hon insåg att hennes man, som hon bedömde som duglig, inte hade någon framtid i Tarquinii och förmådde honom att flytta till Rom. Där skaffade han sig anseende och blev till slut förmyndare för kung Ancus Marcius barn. 
Han utnyttjade sedan sin ställning och anseende och blev 616 f.Kr. vald till den femte kungen i Rom.
Tillsammans hade de fyra barn bland dem en dotter som gifte sig med Servius Tullius.
När Tarquinius Priscus blev mördad 578 f.Kr. på uppdrag av Ancus Marcius hämndlystna barn, som ansåg sig ha rätt till tronen, höll hon hans död hemlig och spred istället det falska påståendet att Priscus var sjuk och utsett Servius Tullius till tillfällig kung i avvaktan på att kungen blev bättre. 
Sedan Servius vunnit folkets respekt fick folket reda på att Priscus var död. Ingen opponerade sig öppet och på så sätt blev Servius kung, den förste som inte blev vald av folket. 

## Fotnoter
1. ↑  Titus Livius, Ab Urbe Condita, Bok 1 KAP 41
2. ↑  Cassius Dio — Fragments of Book 2 sid 54